# Camille Gottlieb
Pour les articles homonymes, voir Gottlieb.
Camille Gottlieb, connue à sa naissance comme Camille Grimaldi, est née le 15 juillet 1998 à Monaco. C'est une personnalité non-dynaste de la famille princière de Monaco.

## Famille
Camille Gottlieb est la fille naturelle de la princesse Stéphanie de Monaco (1965) et de Jean-Raymond Gottlieb (1967), ancien garde du corps de cette dernière. Par sa mère, Camille est donc la petite-fille de l'ancien prince souverain Rainier III de Monaco (1923-2005) et de son épouse l'actrice américaine Grace Kelly (1929-1982). 
Nièce de l'actuel prince souverain Albert II de Monaco (1958), Camille Gottlieb a deux demi-frère et sœur utérins : Louis (1992) et Pauline Ducruet (1994).

## Biographie
Née le 15 juillet 1998 à l'hôpital Princesse-Grace de Monaco, Camille Gottlieb est le fruit d'une liaison entre la princesse Stéphanie de Monaco et Jean-Raymond Gottlieb, chef de la sécurité au sein du palais de Monaco. Ses parents ne s'étant jamais mariés et le nom de son père n'apparaissant même pas sur son certificat de naissance, l'enfant n'est pas dynaste et n'entre donc pas dans l'ordre de succession au trône monégasque,. La petite fille a été baptisée le 5 avril 1999 en l’église Sainte-Dévote de Monaco. Ses deux parents sont présents, bien qu'ils se soient séparés à sa naissance, ainsi que le reste de la famille princière. Stéphanie de Monaco ayant longtemps entretenu une relation amoureuse avec Franco Knie, les premières années de Camille Gottlieb sont marquées par les tournées du cirque Knie, qu'elle suit en même temps que son frère et sa sœur,. Elevée par sa mère, la fillette passe sa petite enfance entre Zurich et Auron où son père vient lui rendre visite régulièrement. 
À l'âge de 18 ans, Camille Gottlieb se lance sur les réseaux sociaux et notamment sur Instagram. Elle y est la cible de nombreuses critiques, à cause de son physique jugé moins gracieux que celui d'autres membres de sa famille. La jeune fille n'en continue pas moins de publier ses photographies sur internet et n'hésite pas à montrer ses quelques kilos en trop ou ses traces d'acné, concluant : « tout le monde a des défauts et personne n'est parfait »,.
Camille Gottlieb travaille dans la communication, l'événementiel et le marketing. Elle s'intéresse par ailleurs aux domaines de la mode et de la photographie. Impliquée dans le domaine social, la jeune femme est la présidente-fondatrice de l'association Be Safe Monaco, qui lutte contre l'alcool au volant,,. Elle soutient par ailleurs le travail de sa mère, impliquée dans la lutte contre le sida et la promotion du bien-être animal. En 2016, elle effectue ainsi un voyage en Asie durant lequel elle soutient la protection du tigre et de l'éléphant.